# Maude Frazier
Maude Frazier (* 4. April 1881 im Sauk County, Wisconsin; † 20. Juni 1963 in Las Vegas, Nevada) war eine US-amerikanische Politikerin. In den Jahren 1962 und 1963 war sie Vizegouverneurin des Bundesstaates Nevada.

## Werdegang
Im Jahr 1905 absolvierte Maude Frazier das Stevens Point State Teachers College, aus dem später die University of Wisconsin in Stevens Point hervorging. Danach begann sie eine lange Laufbahn im Schuldienst. Bis 1906 war sie in Wisconsin als Lehrerin tätig. Anschließend zog sie nach Nevada, wo sie bis 1921 als Lehrerin an verschiedenen öffentlichen Schulen im westlichen und südlichen Teil dieses Staates arbeitete. 1921 wurde sie stellvertretende Bildungsministerin ihres Staates (Deputy State Superintendent of Public Education). In dieser Funktion war sie für etwa 3000 Schüler und 150 Lehrer in vier Bezirken in Südnevada zuständig. Von 1927 bis 1946 leitete sie den Schulbezirk von Las Vegas.
Nach ihrer Pensionierung schlug Maude Frazier als Mitglied der Demokratischen Partei eine politische Laufbahn ein. Zwischen 1951 und 1962 saß sie in der Nevada Assembly. Dort leitete sie den Bildungsausschuss. 1955 war sie maßgeblich an einer Reform des Schulsystems in Nevada beteiligt, durch die die Anzahl der Schulbezirke in ihrem Staat von über 200 auf 17 reduziert wurde. Nach dem Tod von Vizegouverneur Rex Bell wurde sie trotz ihres inzwischen hohen Alters von Gouverneur Grant Sawyer zu dessen Nachfolgerin ernannt. Ihr Amt bekleidete sie etwa sechs Monate lang zwischen 1962 und Januar 1963. Dabei war sie Stellvertreterin des Gouverneurs und Vorsitzende des Staatssenats. Sie starb am 20. Juni 1963 in Las Vegas.